# Средневолжский сельсовет
Средневолжский сельский совет — муниципальное образование в составе Енотаевского района Астраханской области, Российская Федерация. Административный центр — посёлок Волжский.

## Географическое положение
Сельсовет расположен в южной части Енотаевского района, граничит на севере с муниципальными образованиями «Табун-Аральский сельсовет», «Косикинский сельсовет», «Восточинский сельсовет», на западе с землями Республики Калмыкия, на юге с территорией Наримановского района Астраханской области и муниципальным образованием «Замьянский сельсовет», на востоке с землями Харабалинского района Астраханской области. Более 90 % земель муниципального образования расположены в правобережной части района, остальная часть расположена на пойменной, заволжской левобережной территории.
Населенные пункты расположены на прибрежной территории по правому берегу реки Волга. По территории муниципального образования проходит федеральная автодорога М6 «Каспий» Москва — Астрахань, все населённые пункты расположены на расстоянии 7 — 15 километров от федеральной автодороги.
Рельеф местности низменный, равнина, рассечённая ериками, протекают также реки Волга и Ики-Барча.

## Население
| 2010  | 2012  | 2013  | 2014  | 2015  | 2016  | 2017  |
| ----- | ----- | ----- | ----- | ----- | ----- | ----- |
| 2410  | ↘2351 | ↘2336 | ↘2316 | ↘2310 | ↘2291 | ↘2264 |
| 2018  | 2019  | 2020  | 2021  |       |       |       |
| ↘2224 | ↘2184 | ↘2146 | ↘1715 |       |       |       |

Национальный состав разнообразен: казахи, русские, калмыки, чеченцы, татары, белорусы, украинцы, молдаване, немцы, узбеки, туркмены, осетины, финны.

## Состав
В состав сельсовета входят следующие населённые пункты:
| Населённый пункт       | Население, человек (2011) |
| ---------------------- | ------------------------- |
| Волжский, село посёлок | 1862                      |
| Сероглазка, село       | 456                       |
| Ики-Чибирский, посёлок | 126                       |
| Береговой, посёлок     | 129                       |

## Хозяйство
Общая площадь земель муниципального образования составляет 111274 га, из них земли поселения 375 га, земли сельскохозяйственного назначения 110899 га, сенокосы 4471 га, пастбища 86716 га. В сфере услуг действуют около 20 магазинов и три туристические базы.

## Объекты социальной сферы
На территории сельсовета находятся: здравоохранение представлено филиалом МУЗ «Енотаевская центральная районная больница» и фельдшерским пунктом (с. Сероглазка), образование — школами: «СОШ п. Волжский», «НООШ с. Сероглазка» и детским садом «Орленок» в п. Волжский, культура и досуг — Волжским и Сероглазинским домами культуры, а также Волжской и Сероглазинской библиотеками.